# SkyOS
SkyOS was een POSIX-compatibel besturingssysteem, dat vanaf niets opgebouwd werd door Robert Szeleney. Vanwege de POSIX-compatibiliteit is het relatief eenvoudig om Linux-programma's te porten naar SkyOS. De laatste (bèta)versie was build 6947 en verscheen op 3 augustus 2008, en werd op 12 augustus 2013 gratis aangeboden (eerdere versies waren tegen betaling).

## Geschiedenis
Het project werd gestart in 1996 door Robert Szeleney. Het besturingssysteem was gebouwd door één persoon. Het systeem verkeerde nog in de bètafase, maar kon al geïnstalleerd en gebruikt worden zoals andere besturingssystemen. 
Op 30 januari 2009 is de ontwikkeling van SkyOS tijdelijk gestaakt. De ontwikkelaar Robert Szeleney kon de nieuwe ontwikkelingen op hardwaregebied naar eigen zeggen niet meer bijhouden en hij stelde op 8 juni 2009 voor om gebruik te gaan maken van een Linux- of NetBSD-kernel. Ook dit traject liep echter op een dood spoor, vooral omdat hij zich toen vooral ging bezighouden met het ontwikkelen van games voor de iPhone.
Robert Szeleney gaf op 2 maart 2010 in een interview met OSnews aan dat SkyOS niet dood is, maar dat er niet meer actief aan wordt ontwikkeld.

## Functies
SkyOS heeft een moderne grafische gebruikersomgeving (GUI). Programma's die werken op dit systeem zijn onder andere: Mozilla Firefox, Mozilla Thunderbird, AbiWord, GIMP en Blender. Daarnaast zijn er ook diverse programma's speciaal voor SkyOS gemaakt, waaronder een ftp-client en diverse spelletjes.
Tot versie 4 waren er gratis iso-bestanden van het besturingssysteem te downloaden, maar vanaf versie 5 werd SkyOS een gesloten bèta. Voor een bedrag van 20 euro (30 dollar) kon men bètatester worden. De leden konden alle bètaversies downloaden, en zouden ook de uiteindelijke versie krijgen.